# Brauerei zur Malzmühle
La Brauerei zur Malzmühle est une brasserie et un restaurant à Cologne.

## Histoire
La construction du moulin à malt d'origine comme moulin à eau est à l'initiative de la commune de Cologne. Le chroniqueur Hermann von Weinsberg rapporte sur la construction : « En 1572, vers le mois de juillet, commença la construction du moulin à eau de Filzengraben... ». Ce moulin à malt reste la propriété de la ville de Cologne jusqu'au 28 novembre 1813. Il est démoli le 3 décembre 1853.
Lors de sa fondation en 1858 par Hubert Koch, la brasserie a initialement pour nom "Bier- und Malzextract-Dampfbrauerei Hubert Koch, Köln". Jusqu'à son transfert à la Brauerei Gebr. Sünner en 2022, la Malzbier Koch'sche était brassée au même endroit, dans la maison patricienne construite en 1744, selon la recette originale.
En 1901, son fils Jakob Koch reprend la brasserie. Sous sa direction, la brasserie devient un lieu de rencontre apprécié des habitants de Cologne, en particulier des commerçants aisés du marché de gros voisin. En 1912, il vend la brasserie à son neveu Gottfried Joseph Schwartz, ancêtre de la famille propriétaire actuelle. En 1932, son fils Hubert Josef Schwartz reprend l'entreprise jusqu'à sa mort en 1944.
La malterie est détruite par les bombardements en 1945. Sybille Schwartz relance la production après la Seconde Guerre mondiale. La brasserie détruite est reconstruite ; seul l'ancien portail reste. En 1948, les activités brassicoles reprennent, même si les clients doivent toujours être servis à l'extérieur. En 1960, Anneliese Schwartz reprend la direction de l'entreprise.
Le président américain Bill Clinton était l'invité de la brasserie dans le cadre du sommet du G8 de 1999. Lorsqu'il a dit au revoir, il aurait dit : "Ich bin ein Kölsch". Autrefois, Konrad Adenauer était un autre invité important de la malterie.
L'entreprise opère sous le nom de Brauerei zur Malzmühle Schwartz GmbH & Co. KG à partir de 2011. La marque "Mühlen Kölsch" est une Kölsch soumise à la convention. Melanie Schwartz est la cinquième génération à diriger l'entreprise familiale.
En plus de la brasserie, en 2009, la bière est servie dans environ 150 pubs et restaurants de la grande région de Cologne. En 2013, la brasserie ouvre la Brauhaus Malzmühle dans l'ancien hôtel de ville de Pulheim. En mars 2020, la brasserie reprend la brasserie traditionnelle de Cologne Em Kölsche Boor ; la rénovation terminée, la Mühlen Kölsch y est servie en mai 2020. En janvier 2022, la Brauerei zur Malzmühle reprend la Brauerei Gebr. Sünner à Cologne-Kalk et y transfère sa production.

## Production
La Brauerei zur Malzmühle produit les boissons suivantes :
- Mühlen Kölsch (4,8%)
- Koch'sches Malzbier (2,4%)
- Mühlenkräuter, liqueur aux herbes (40%)